# Comunità montana Ponente Savonese
La Comunità montana Ponente Savonese era un comprensorio montano della Liguria, in provincia di Savona, formato dai comuni di: Arnasco, Balestrino, Boissano, Calice Ligure, Casanova Lerrone, Castelbianco, Castelvecchio di Rocca Barbena, Cisano sul Neva, Erli, Garlenda, Giustenice, Magliolo, Nasino, Onzo, Orco Feglino, Ortovero, Rialto, Stellanello, Testico, Toirano, Tovo San Giacomo, Vendone, Vezzi Portio e Zuccarello.
Nata dall'unione delle due precedenti enti locali quali la Comunità montana Ingauna e la Comunità montana Pollupice, per disposizioni collegate alla legge finanziaria 2011, la comunità montana, così come tutte le altre della Liguria, è stata soppressa con la Legge Regionale n° 23 del 29 dicembre 2010 e in vigore dal 1º maggio 2011.
L'ente locale aveva sede ad Albenga, già sede della Comunità Montana Ingauna e l'ultimo presidente, eletto nel 2009, era Marino Fenocchio ai tempi sindaco di Castelbianco.

## Storia
Con la disciplina di riordino delle comunità montane, regolamentate con la Legge Regionale n° 24 del 4 luglio 2008 e in vigore dal 1º gennaio 2009, non facevano più parte delle due comunità montane originarie i comuni di Alassio, Albenga, Andora, Borghetto Santo Spirito, Ceriale, Finale Ligure, Laigueglia, Loano, Noli, Pietra Ligure, Spotorno e Villanova d'Albenga che avevano delegato la stessa alle funzioni amministrative in materia di agricoltura, sviluppo rurale, foreste e antincendio boschivo.
Dal 1º maggio 2011 l'ente montano è stato soppresso con il trasferimento delle deleghe in materia nuovamente alla Regione e ai comuni interessati.